# (58364) Feierberg
(58364) Feierberg est un astéroïde de la ceinture principale.

## Description
(58364) Feierberg est un astéroïde de la ceinture principale. Il fut découvert le 25 juin 1995 à Kitt Peak par le projet Spacewatch. Il présente une orbite caractérisée par un demi-grand axe de 2,59 UA, une excentricité de 0,14 et une inclinaison de 7,7° par rapport à l'écliptique.

## Compléments